# Перес, Матиас Дамиан
Матиас Дамиан Перес (исп. Matías Damián Pérez; род. 3 марта 1999 или 24 сентября 1999, Флоренсио-Варела, Буэнос-Айрес) — аргентинский футболист, защитник клуба «Серро Портеньо».

## Клубная карьера

### «Ланус»
Перес — воспитанник клуба «Ланус». 2 февраля 2020 года в матче против «Годой-Крус» он дебютировал в аргентинской Примере. В своём дебютном сезоне Перес помог клубу выйти в финал Южноамериканского кубка. 19 февраля 2022 года в поединке против «Эстудиантеса» Матиас забил свой первый гол за «Ланус». В марте 2022 года продлил контракт с клубом. 

### «Оренбург»
21 декабря 2022 года Перес перешёл в российский «Оренбург». 4 марта 2023 года в матче против «Ахмата» (1:3) дебютировал в РПЛ. 10 марта 2023 года забил первый гол за «Оренбург» в ворота «Сочи» (4:0).
Новый сезон начал 23 июля 2023 года с матча против московского «Спартака» (2:3). 30 июля забил первый гол в новом сезоне в ворота казанского «Рубина» (1:1). 24 сентября в матче против клуба «Пари Нижний Новгород» (1:3) забил второй гол. А 30 сентября забил ещё один гол в матче против «Зенита» (3:1). В начале сезона став лучшим бомбардиром «Оренбурга».

## «Серро Портеньо»
В начале 2025 года «Оренбург» продал Переса «Серро Портеньо». Трансфер защитника оценен в 1,5 млн евро и бонусы.